# Mainzelmännchen
Die Mainzelmännchen er seks tegnefilmsfigurer, der markerer reklamer på den tyske tv-kanal ZDF. De optræder her forud for og mellem de enkelte reklamer med alle mulige tænkelige og utænkelige små komiske indslag.
Mainzelmännchen så dagens lys første gang 1. april 1963. Ide og oprindeligt design stammede fra grafikeren Wolf Gerlach, der også gav de seks figurer navne: Anton, Berti, Conni, Det, Edi og Fritzchen. Selve navnet Mainzelmännchen blev oprindelig brugt om ZDF's hektisk arbejdende medarbejdere i Berlin og var et ordspil på ZDF's hovedsæde Mainz og Heinzelmännchen, en art små nisselignende væsener. Mainzelmännchen minder fremdeles om nisser, i det de er små og bærer frygiske huer.
De første Mainzelmännchen-episoder var i sort-hvid, men i 1967 gik man over til farver. I 1980 og 1990 skete der mindre optiske ændringer. Fra december 2003 tilnærmede man sig manga-stilen, ligesom hjælpemidlerne blev moderniserede. Ændringerne medførte nogle protester, men de blev ikke taget til følge.
Der er tidens løb lavet ca. 40.000 Mainzelmännchen-episoder, og hvert år kommer ca. 500 nye til. Det lyder måske voldsomt, men det skal bemærkes, at de enkelte episoder kun er på gennemsnitligt tre sekunder. Det er i sagens natur begrænset hvor meget, der kan fortælles på så kort tid, så producenten NFP (Neuen Film-Produktion GmbH) fra Wiesbaden laver en del episoder i to dele. Det tager to dage at lave en enkelt episode.
Hvad seerne blandt andet vil bemærke er, at de seks Mainzelmännchen ikke taler rigtigt men enten er tavse eller halvvejs taler sort. Dette er fuldt bevidst, i det figurerne trods deres popularitet ikke skal stjæle billedet fra reklamerne. Det har dog ikke forhindret deres karakteristiske hilsen "Gu'n Aaamd" i at blive kendt.
Mainzelmännchen kan ses på ZDF alle hverdage indtil kl. 20.00. Efter kl. 20.00 og på søndage og landsdækkende helligdage må ZDF ikke sende reklamer.

## De seks figurer
- Anton – Brun hue – Den lystbetonede levemand der gerne køber den nyeste teknik.
- Berti – Gul hue – Computereksperten der løser ethvert problem med tastaturet.
- Conni – Blå hue – Den innovative der er altid er med på den sidste nye dille.
- Det – Hvid hue og briller – Chefen der er bedrevidende og holder sig til bøger.
- Edi – Rødt hår, ingen hue – Livsnyderen der står for kropsbevidsthed og estetik.
- Fritzchen – Sort hår, ingen hue – Den sportslige der dyrker enhver form for sport.

## Die Mainzels
I efteråret 2003 lanceredes en særskilt tegnefilmserie Die Mainzels, hvor de seks figurer optrådte i femminutters episoder sammen med tvillingesøstrene Lea og Zara og hunden Guudnberg. I denne serie taler figurerne rigtigt i modsætning til originalen.